# Halstroff
Halstroff település Franciaországban, Moselle megyében. Lakosainak száma 296 fő (2022. január 1.). Halstroff Grindorff-Bizing, Kirschnaumen, Laumesfeld, Rémeling és Waldweistroff községekkel határos.

## Népesség
A település népességének változása:
| Lakosok száma | 358  | 313  | 281  | 283  | 321  | 327  | 313  | 305  | 305  | 296  |
|               | 1968 | 1982 | 1990 | 2006 | 2013 | 2015 | 2017 | 2019 | 2020 | 2022 |